# Riserva naturale Rubbio
La riserva naturale Rubbio è un'area naturale protetta situata nel comune di Francavilla in Sinni, in provincia di Potenza ed è stata istituita nel 1972.

## Territorio
La riserva occupa una superficie di 211,00 ettari.
Prende il nome dal Rubbio, affluente del Sinni. Nella riserva naturale si trovano vari ambienti, tra cui l'area umida del Lago d'Erba.

## Flora
È caratterizzato da un bosco di faggio e abete bianco su versante lucano del Monte Pollino, all'interno del Parco nazionale del Pollino, da alcuni studiosi considerato di rilievo perché l'abete bianco, qui spontaneo, sarebbe di una varietà differente a quella presente in Nord Italia. Altri alberi presenti sono: acero montano, olmo montano, cerro, douglasia, pino laricio e cedro. Il bosco ceduo è costituito prevalentemente di cerro, con la presenza di farnetto, roverella, frassino, ornello e acero campestre.

## Fauna
La Riserva è classificata come ZPS per l'avifauna che qui trova rifugio: falco pecchiaiolo, nibbio reale, picchio nero, nibbio bruno, biancone, picchio rosso mezzano.